# Club Atlético de Madrid 1959-1960
Questa voce raccoglie le informazioni riguardanti il Club Atlético de Madrid nelle competizioni ufficiali della stagione 1959-1960.

## Stagione
Nella stagione 1959-1960 i colchoneros, allenati da Ferdinand Daučík (fino alla 6ª giornata) e in seguito da José Villalonga, terminano la stagione al quinto posto. In Coppa del Generalísimo l'Atlético Madrid trionfa per la prima volta, battendo al Bernabéu il Real Madrid.

## Maglie e sponsor
| Manica sinistra · Manica sinistra · Maglietta · Maglietta · Manica destra · Manica destra · Pantaloncini · Calzettoni |

## Rosa
| N. |                      | Ruolo | Calciatore           |
| -- | -------------------- | ----- | -------------------- |
| -  | Spagna (bandiera)    | P     | Manuel Pazos         |
| -  | Argentina (bandiera) | P     | Edgardo Madinabeytia |
| -  | Argentina (bandiera) | D     | Jorge Griffa         |
| -  | Spagna (bandiera)    | D     | Chuzo                |
| -  | Spagna (bandiera)    | D     | Feliciano Rivilla    |
| -  | Spagna (bandiera)    | D     | Alberto Callejo      |
| -  | Brasile (bandiera)   | C     | Ramiro               |
| -  | Spagna (bandiera)    | C     | Enrique Collar       |
| -  | Spagna (bandiera)    | C     | Adelardo             |
| -  | Spagna (bandiera)    | C     | Miguel Jones         |

| N. |                       | Ruolo | Calciatore              |
| -- | --------------------- | ----- | ----------------------- |
| -  | Spagna (bandiera)     | C     | Joaquín Peiró           |
| -  | Spagna (bandiera)     | C     | Amador Cortés García    |
| -  | Spagna (bandiera)     | C     | Alvarito                |
| -  | Ungheria (bandiera)   | C     | Peter Ilku Kampfl       |
| -  | Brasile (bandiera)    | A     | Álvaro                  |
| -  | Portogallo (bandiera) | A     | Jorge Alberto Mendonça  |
| -  | Spagna (bandiera)     | A     | Miguel González Pérez   |
| -  | Spagna (bandiera)     | A     | Agustín Sánchez Quesada |
| -  | Brasile (bandiera)    | A     | Vavá                    |
| -  | Spagna (bandiera)     | A     | Polo                    |

## Risultati

### Coppa del Generalísimo
| Arbitro: | Julián Rey Martínez |

|  |           |              |
|  | Marcatori | 48’ Adelardo |

| Arbitro: | Gabriel Martorell Mir |

|                                |           |  |
| Peiró 35’, 41’ Collar 48’, 82’ | Marcatori |  |

| Arbitro: | Daniel Zariquisegui Izco |

|             |           |                                   |
| Joaquín 76’ | Marcatori | 11’ Adelardo 52’ Peiró 54’ Collar |

| Arbitro: | Rafael García Fernandez |

|                                        |           |                                    |
| Collar 3’, 27’ Peiró 33’, 57’ Polo 68’ | Marcatori | 4’ (aut.) Jorge Griffa 8’ Onaindia |

| Arbitro: | Julián Rey Martínez |

|  |           |           |
|  | Marcatori | 70’ Jones |

| Arbitro: | Daniel Zariquisegui Izco |

|                                        |           |            |
| Peiró 14’ Adelardo 27’, 74’ Collar 85’ | Marcatori | 51’ Walter |

| Arbitro: | José Ruiz Casasola |

|                                                          |           |  |
| Adelardo 7’, 44’, 51’ Jones 13’, 16’, 73’, 78’ Peiró 57’ | Marcatori |  |

| Arbitro: | Rafael García Fernandez |

|                     |           |              |
| Guerrero 25’ Re 43’ | Marcatori | 71’ Adelardo |

| Arbitro: | Félix Birigay |

|                                |           |            |
| Collar 51’ Jones 76’ Peiró 86’ | Marcatori | 20’ Puskas |

## Statistiche

### Statistiche di squadra
| Competizione           | Punti | Totale | Totale | Totale | Totale | Totale | Totale | DR  |
| Competizione           | Punti | G      | V      | N      | P      | Gf     | Gs     | DR  |
| ---------------------- | ----- | ------ | ------ | ------ | ------ | ------ | ------ | --- |
| Primera División       | 33    | 30     | 15     | 3      | 12     | 59     | 40     | +19 |
| Coppa del Generalísimo | -     | 9      | 8      | 0      | 1      | 30     | 7      | +23 |
| Totale                 | 33    | 39     | 23     | 3      | 13     | 89     | 47     | +42 |